# Trigonotis leucantha
Trigonotis leucantha är en strävbladig växtart som beskrevs av Wen Tsai Wang. Trigonotis leucantha ingår i släktet Trigonotis och familjen strävbladiga växter. Inga underarter finns listade i Catalogue of Life.